# کومیکو نیشی هارا
کومیکو نیشی هارا (انگلیسی: Kumiko Nishihara; ۲۷ آوریل ۱۹۶۵ – ) صداپیشه اهل ژاپن بود. وی از سال ۱۹۸۴ میلادی تاکنون مشغول فعالیت بوده‌است.